# Mbarara
För andra betydelser, se Mbarara (olika betydelser).
Mbarara är en stad i sydvästra Uganda, omkring 266 km från Kampala, och är administrativ huvudort för ett distrikt med samma namn. Folkmängden uppgår till lite mer än 200 000 invånare vilket gör den till en av de största städerna i Uganda utanför Kampalas storstadsområde. I Mbarara finns Mbarara University of Science & Technology, grundat 1989. President Yoweri Museveni är född och uppväxt i denna del av landet och studerade i Mbarara.

## Administrativ indelning
Mbarara är indelad i sex administrativa divisioner:
- Biharwe
- Kakiika
- Kakoba
- Kamukuzi
- Nyakayojo
- Nyamitanga